# Gyby
Gyby (dansk) eller Güby (tysk) er en landsby og kommune beliggende mellem Slesvig by og Egernførde (Egernfjord) ved Sliens sydlige bred i Sydslesvig. Administrativt hører kommunen under Rendsborg-Egernførde kreds i den nordtyske delstat Slesvig-Holsten. Kommunen samarbejder på administrativt plan med andre kommuner i omegnen i Slien-Østersø kommunefællesskab (Amt Schlei-Ostsee). I kirkelig henseende ligger byen i Haddeby Sogn. Sognet lå i Hytten, Sønderjylland), da området tilhørte Danmark.
Kommunen omfatter ved siden af byen Gyby bebyggelser Esbrem (tysk Esprehm), Arensberg-Louisenlund (Ahrensberg-Louisenlund) med herregården Louisenlund og Volfkro (Ulvkro, Wolfskrug). Louisenlund gods rummer siden 1949 en kendt privat kostskole (→Louisenlund (skole)). Nabokommuner er Flækkeby, Hummelmark, Geltorp og Borgvedel. 
Stednavnet henviser til kvindenavn Gyde eller til personnavnet Gythi, som går tilbage til Gud (sml. også Gønge Herreder i Skåne eller Gyø i Blekinge).

## Galleri
- Den Store Bredning ved Gyby
- Det norske skovkapel ved Louisenlund (Teglhave)